# Millars
Millars – miejscowość w Hiszpanii, w Katalonii, w prowincji Girona, w comarce Gironès, w gminie Madremanya.
Według danych INE z 2005 roku miejscowość zamieszkiwało 14 osób.